# Paphiopedilum siamense
Paphiopedilum siamense là một loài thực vật có hoa trong họ Lan. Loài này được (Rolfe) Rolfe mô tả khoa học đầu tiên năm 1896.